# Pouppée Fabrikk
Pouppée Fabrikk est un groupe suédois d'EBM, originaire de Karlskoga.

## Histoire
Le nom du groupe, qui est formé en 1988, n'a aucune signification. Il est construit à partir d'un mélange entre le mot français « poupée » et le mot norvégien « fabrikk » (usine). À l'origine, le nom du groupe devait être « Poupé Fabrikk », mais lorsqu'un ami a réalisé leurs premières affiches, il l'a incorrectement orthographié « Pouppée Fabrikk » et le groupe l'a apprécié.
Au départ, le style musicl de Pouppée Fabrikk est influencé par des groupes de musique électronique minimalistes tels que Deutsch-Amerikanische Freundschaft et Nitzer Ebb, dans un style que certains appellent « Elektronisk Kroppsmusik » ou EKM - la traduction suédoise de Electronic body music. Avec l'arrivée de Jouni Ollila et Jonas Aneheim à la guitare, le groupe évolue vers un style plus crossover/metal qui n'est pas toujours bien accueilli par les fans.
Le premier album du groupe, Rage, sort en 1990 et est rapidement suivi l'année suivante par Portent. Sur ce dernier, Joel Rydström, chanteur de Cat Rapes Dog, est invité à chanter sur le titre T.O.T.D.N. L'album Your Pain - Our Gain devait sortir en 1996, mais en raison de divergences d'opinion entre le groupe et son label discographique (Energy Rekords), il est reporté à 1999. En 1996, le groupe décide de faire une pause et Pouppée Fabrikk est mis en pause, et les membres du groupe travaillent sur divers projets solo.
En 2000, le groupe se reforme pour une performance au Tinitus Electronic Festival et annonce qu'il faisait son retour et revenait à ses racines. En 2001, ils sortent un mini-album de quatre titres intitulé Elite Electronics. Un an plus tard, Ollila et Björkk quittent le groupe pour se concentrer sur leurs carrières solo respectives.
Après sept ans d'inactivité, le groupe se reforme en 2009 avec Christiaan Riemslag qui remplace l'ancien membre Jouni Ollila. Le groupe se lance dans de nombreuses performances live en 2010 et 2011, notamment au Bodyfest à Fryshuset, en Suède, au BIMfest en Belgique, et la première de plusieurs apparitions au Wave-Gotik-Treffen, en Allemagne,.
En 2013, le groupe compile des titres de démos inédits et remastérisés ainsi que quelques nouvelles chansons pour les sortir sur Alfa Matrix sous le nom de The Dirt. En 2017, le groupe « améliore » deux titres classiques — Watch Your Sex et No Way Back — sous la forme d'un single publié en numérique pour promouvoir leur deuxième apparition à Wave-Gotik-Treffen cette année-là.
En 2019, le groupe annonce la production d'un nouvel album, Armén, le premier avec de nouveaux morceaux depuis 1998. Les paroles du groupe ont toujours été en anglais, mais Armén contient le premier titre en suédois du groupe, Kom ta min smärta. Björkk — avec l'aide de l'ancien membre Jouni Ollila pour le mastering — a pris la tête de la production d'Armén, adoptant un thème politique plus agressif ainsi que son intention déclarée de « faire l'album EBM le plus dur de tous les temps ».
La pandémie de Covid-19 empêche une tournée prévue en 2020, mais le groupe annonce son intention de profiter de cette période pour produire de nouveaux morceaux. À la fin de l'année 2020, le groupe sort le single Burn Forever, avec des remixes de Blush Response et Kreign, et Alfa Matrix sort un coffret anthologique limité à six disques intitulé E K M . Anthology 1989-2019.

## Discographie

### Albums studio
- 1990 : Rage
- 1991 : Portent
- 1994 : We Have Come to Drop Bombs
- 1998 : Djävulen
- 1999 : Your Pain - Our Gain
- 2013 : The Dirt
- 2020 : Armén

### Singles et EP
- 1990 : Die Jugend
- 1990 : Summoning
- 1992 : Betrayal
- 1993 : I Want Candy
- 2001 : Elite Electronics
- 2013 : Bring Back the Ways of Old
- 2013 : H8 U
- 2019 : Only Control
- 2020 : Burn Forever